# CodeWarrior
CodeWarrior è un ambiente di sviluppo integrato (IDE) che serve per la creazione di software compatibili con molti sistemi embedded. Prima di essere acquistato da Freescale Semiconductor, esisteva una versione per Macintosh, Microsoft Windows, Linux, Solaris, PlayStation 2, Nintendo GameCube, Nintendo DS, Wii, Palm OS, Symbian OS, e anche per BeOS, mentre adesso esistono versioni anche per C, C++ e Assembly. Anche se prima Metrowerks fu acquistata da Freescale, versioni di CodeWarrior includono anche Pascal, Object Pascal, Objective-C e compilatori Java.

## Storia
CodeWarrior è stato originariamente sviluppato da Metrowerks sulla base di un compilatore C e ambiente per il Motorola 68K, sviluppato da Andreas Hommel e concesso in licenza da Metrowerks. Le prime versioni di CodeWarrior furono sviluppate per il PowerPC Macintosh, e gran parte dello sviluppo venne fatto dall'originale gruppo THINK C, che era stato già conosciuto per i suoi rapidi tempi di compilazione. CodeWarrior era ancora più veloce di Macintosh Programmer (MPW), l'ambiente di sviluppo scritto da Apple. CodeWarrior è stato un fattore chiave per la transizione dell'architettura dei processori Apple da 68K a PowerPC, perché forniva un compilatore completo, quando la concorrenza (MPW di Apple e Symantec C++), erano per lo più incompleti. Metrowerks rese anche facile la generazione di multiarchitettura binaria che comprendeva sia codici a 68K che a PowerPC. Tuttavia, dopo che Metrowerks fu acquisita da Motorola nel 1999, l'azienda si è concentrata su applicazioni embedded, dedicando una frazione più piccola dei loro sforzi per compilatori per desktop computers. Il 29 luglio 2005, annunciarono che CodeWarrior per Mac sarebbe stato interrotto dopo l'ultima versione, CodeWarrior Pro 10. Anche se Metrowerks non diede spiegazioni sulle ragioni, la richiesta di CodeWarrior era presumibilmente caduta dopo che Apple aveva iniziato la distribuzione XCode (il suo kit di sviluppo software per OSX e iOS) gratuitamente. Inoltre, Apple passò ai processori Intel lasciando Metrowerks senza un prodotto di spicco, avendo già venduto il compilatore Intel a Nokia nel 2005. Le vecchie versioni di CodeWarrior sono ancora usate da appassionati di retrocomputing sul classico Mac OS; tra gli altri progetti, Classilla attualmente costruita con essa. Durante il suo periodo di massimo splendore, il prodotto è stato conosciuto per il suo ciclo di rilascio rapido, con continui aggiornamenti ogni anno, e per la sua elettrizzante campagna pubblicitaria.